# Karmi (Bier)

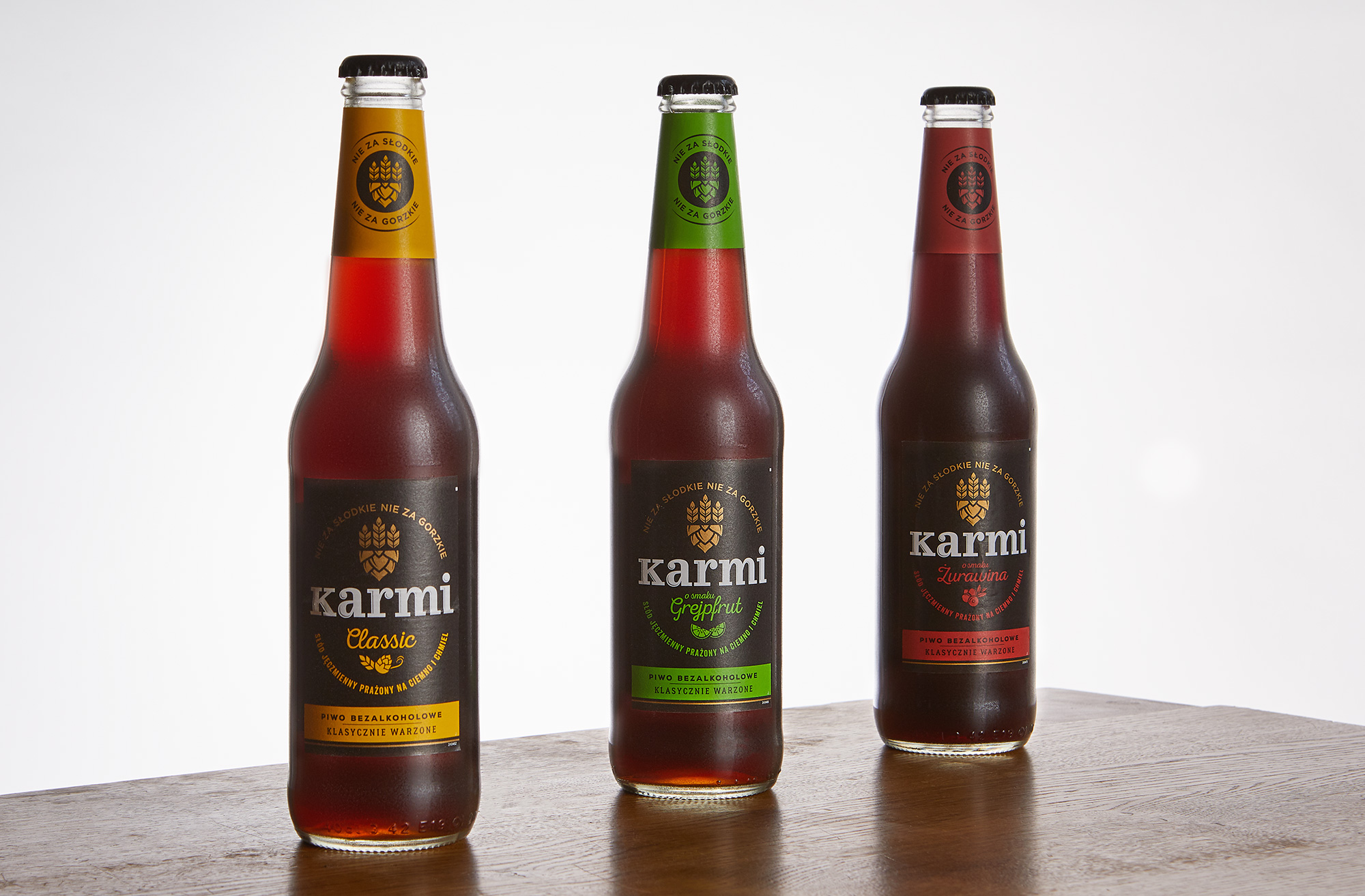
Bierflaschen

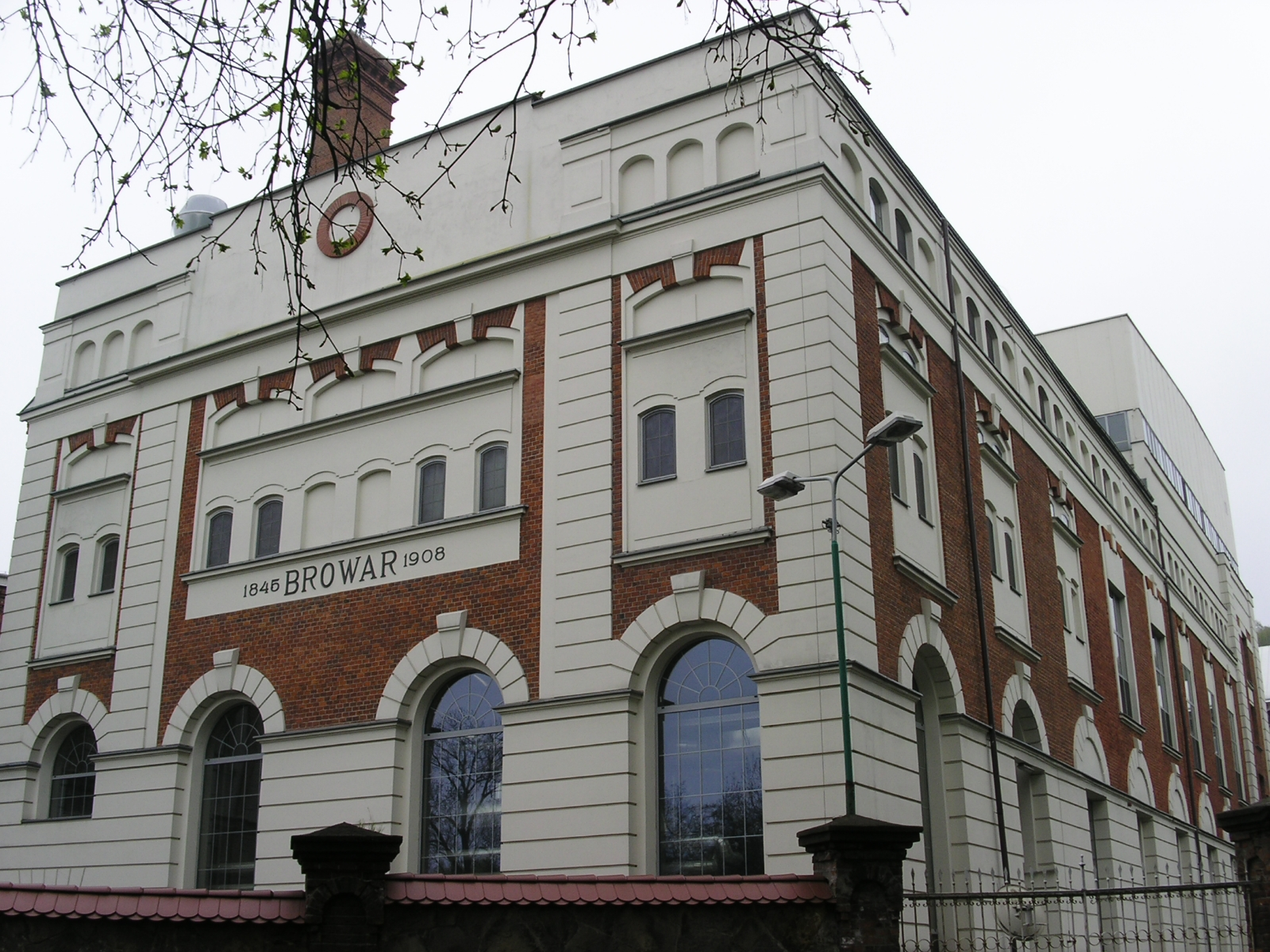
Brauerei Okocim

Karmi ist ein alkoholfreies Malzbier aus Polen mit einem Alkoholgehalt von unter 0,5 % Vol. Es wird in der Brauerei Okocim in Brzesko gebraut, die zur Brauereigruppe Carlsberg Polska gehört, die wiederum Teil des dänischen Carlsberg-Konzerns ist. Die Tradition des Bierbrauens in Brzesko stammt aus dem Mittelalter, die derzeitige Brauerei entstand Mitte des 19. Jahrhunderts. Neben Karmi gehören zur Gruppe Carlsberg Polska weitere Biermarken wie Okocim, Bosman, Kasztelan, Harnaś und Piast. Das Logo zeigt eine Hopfenblüte mit drei Ähren.